# Bedřich Köhler (fotbalista)
Bedřich Köhler (11. února 1932 – 5. srpna 2018) byl český fotbalista, obránce.

## Fotbalová kariéra
V československé lize hrál za Dynamo Praha a Baník Ostrava. Nastoupil ve 179 ligových utkáních a dal 1 gól.

## Ligová bilance
| Ročník                                   | Zápasy | Góly | Klub          |
| ---------------------------------------- | ------ | ---- | ------------- |
| 1. československá fotbalová liga 1956    | 1      | 0    | Dynamo Praha  |
| 1. československá fotbalová liga 1957/58 | 27     | 0    | Baník Ostrava |
| 1. československá fotbalová liga 1958/59 | 25     | 0    | Baník Ostrava |
| 1. československá fotbalová liga 1959/60 | 25     | 0    | Baník Ostrava |
| 1. československá fotbalová liga 1960/61 | 23     | 0    | Baník Ostrava |
| 1. československá fotbalová liga 1961/62 | 16     | 0    | Baník Ostrava |
| 1. československá fotbalová liga 1962/63 | 24     | 0    | Baník Ostrava |
| 1. československá fotbalová liga 1963/64 | 23     | 1    | Baník Ostrava |
| 1. československá fotbalová liga 1964/65 | 9      | 0    | Baník Ostrava |
| 1. československá fotbalová liga 1965/66 | 6      | 0    | Baník Ostrava |
| CELKEM                                   | 179    | 1    |               |